# Megalneuzaur
Megalneusaurus (z gr. megas "wielki" + neusis "pływający" + sauros "jaszczur) jest nazwą rodzajową drapieżnego pliozaura żyjącego w późnej jurze (kimeryd, około 156-152 miliony lat temu).
Jest to jedyny znany pliozaur odkryty w formacji Sundance. Zwierzę znane jest z dość niekompletnych fragmentów odkopanych przez Wilbura Knighta w okolicach miasta Ervay, w stanie Wyoming, w roku 1895. Odkrywca napisał, że na znalezisko składały się: kompletna kończyna przednia, fragment obręczy barkowej, żebra i kręgi szyjne, grzbietowe oraz ogonowe. Jednakże nikt nie dysponuje omawianymi żebrami i kręgami, które być może zaginęły. Długość omawianej kończyny szacowana jest na około 1,5 metra, choć oryginalny opis przedstawiał wyolbrzymiony rozmiar ponad 2,2 metra. Kość ramienna, względnie wąska i długa, wydaje się być inna niż u innych pliozaurów.
Szacuje się, że długość zwierzęcia mogła wynosić 10-14 metrów. Oznacza to, że megalneuzaur przypominał pod tym względem liopleurodona. Był uważany za największego znanego pliozaura, do czasu odkrycia kronozaura.
W oparciu o opisy Knighta, przeprowadzono badania na terenie formacji. W rezultacie odkryto nowe fragmenty szkieletu: fragmenty kręgów i żeber (nie zachowały się głowy żeber) oraz fragment kości, prawdopodobnie element obręczy miednicznej. Odkryto też nagromadzenia haczyków belemnitów, które interpretuje się jako zawartość żołądka megalnezaura. Pośród innych przedstawicieli morskich gadów, odkryto też szczątki niezidentyfikowanego młodocianego plezjozaura, noszące ślady ukąszeń. Pozostawione zostały prawdopodobnie przez megalneuzaura.
Weems i Blodget opisali niedawno szczątki kości ramieniowej pliozaura z formacji Nanken w południowej Alasce jako należące do megalneuzaura. Jej właściciel był jednak dwa razy mniejszy niż ten z Wyoming.